# Stefan Hundstrup
Stefan Hundstrup (født 30. juni 1986) er en dansk tidligere håndboldspiller. Hans sidste klub var Bjerringbro-Silkeborg, som han kom til i 2014 fra KIF Kolding København. Han kom til AG København i 2010, hvor han skiftede fra Viborg HK, hvor han havde spillet siden 2007. Inden det spillede han for GOG Svendborg.
Hundstrup spillede i sine ungdomsår adskillige kampe på de danske ungdomslandhold.
Han indstillede karrieren i 2020 efter at have døjet med rygproblemmer.

## Eksterne links
- Spillertrup KIF Kolding København Arkiveret 23. februar 2015 hos  Wayback Machine

- Stefan Hundstrups profil hos Det Europæiske Håndboldforbund (engelsk)